# Distrito de Buikwe
El distrito de Buikwe es uno de los ciento once distritos que dan origen a la actual organización territorial de la República de Uganda. Su ciudad capital es la ciudad de Buikwe.

## Localización
Este distrito ugandés que posee salida al lago Victoria limita con el distrito de Kayunga al norte, con el distrito de Jinja por el este, por el sureste limita con el distrito de Buvuma y al este con el distrito de Mukono.

## Población
El distrito de Buikwe cuenta con una población total de 422 771 habitantes según las cifras suministradas por el censo poblacional llevado a cabo durante el año 2014 en Uganda.